# Śnieguliczka

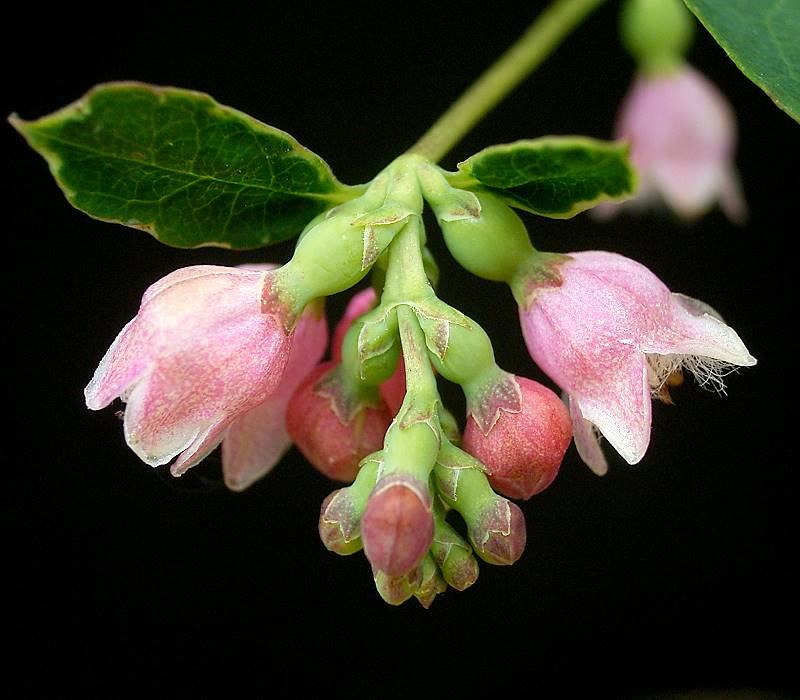
Kwiaty śnieguliczki białej

Śnieguliczka (Symphoricarpos Duhamel) – rodzaj krzewów z rodziny przewiertniowatych. Należy do niego około 15–17 gatunków. Niemal wszystkie pochodzą z Ameryki Północnej, jeden tylko i to rzadki gatunek (S. sinensis) pochodzi z Chin (rośnie w zachodniej części prowincji Hubei). Rośliny te występują w lasach i zaroślach, zwłaszcza na terenach skalistych. W Polsce jako zadomowiony antropofit występuje śnieguliczka biała, kilka innych gatunków jest uprawianych (zwłaszcza śnieguliczka koralowa i śnieguliczka Chenaulta). Rośliny te uprawiane są głównie ze względu na trwałe owoce. 

## Morfologia
PokrójKrzewy o sezonowym ulistnieniu. Pędy prosto wznoszące się lub płożące, osiągające do 3 m wysokości. Rośliny często o charakterystycznym zapachu.
LiścieNaprzeciwległe, pojedyncze, o kształcie od eliptycznego do okrągłego, zwykle całobrzegie, czasem z kilkoma klapami lub ząbkami. Blaszka osadzona na krótkim ogonku, przylistków brak.
KwiatyDrobne, zebrane po kilka w krótkie kłosy na końcach bocznych pędów lub pojedynczo w kątach górnych liści. Kielich składa się z 4 lub 5 działek zrośniętych u nasady. Korona kwiatu składa się z 4 lub 5 płatków zrośniętych dzwoneczkowato lub lejkowato, białych lub różowych, często od wewnątrz owłosionych. 4 lub 5 pręcików schowanych jest w rurce korony, czasem nieco z niej wystają. Zalążnia jest dolna, czterokomorowa, przy czym w dwóch komorach znajdują się pojedyncze, płodne zalążki, a w pozostałych znajdują się liczne zalążki, ale płonne. Słupek pojedynczy z główkowatym znamieniem.
OwocePestkowce podobne do jagód. Utrzymują się na pędach długo przez zimę. Są kuliste, jajowate do elipsoidalnych. Mają barwę białą, różową lub czarno-purpurową. Zawierają dwie jajowate pestki.

## Systematyka
Pozycja systematyczna według APweb (aktualizowany system APG IV z 2016)
Rodzaj z rodziny przewiertniowatych Caprifoliaceae, stanowiącej grupę siostrzaną dla piżmaczkowatych w obrębie rzędu szczeciowców Dipsacales w grupie euasterids II wchodzącej w skład kladu astrowych (asterids) należącego do dwuliściennych właściwych (eudicots).
Pozycja w systemie Reveala (1993–1999)
Gromada okrytonasienne (Magnoliophyta Cronquist), podgromada Magnoliophytina Frohne & U. Jensen ex Reveal, klasa Rosopsida Batsch, podklasa dereniowe (Cornidae Frohne & U. Jensen ex Reveal, nadrząd Dipsacanae Takht., rząd szczeciowce Dumort., rodzina przewiertniowate (Caprifoliaceae Juss.), podrodzina Loniceroideae Kostel., podplemię  Symphoricarpinae Koehne, rodzaj śnieguliczka (Symphoricarpos Duhamel).
Wykaz gatunków
- Symphoricarpos acutus (A.Gray) Dieck
- Symphoricarpos albus (L.) S.F.Blake – śnieguliczka biała
- Symphoricarpos ×chenaultii Rehder – śnieguliczka Chenaulta
- Symphoricarpos ×doorenbosii Krüssm. – śnieguliczka Doorenbosa
- Symphoricarpos guadalupensis Correll
- Symphoricarpos guatemalensis J.K.Williams
- Symphoricarpos hesperius G.N.Jones
- Symphoricarpos longiflorus A.Gray
- Symphoricarpos microphyllus (Humb. & Bonpl. ex Schult.) Kunth – śnieguliczka drobnolistna
- Symphoricarpos mollis Nutt.
- Symphoricarpos occidentalis (R.Br.) Hook.
- Symphoricarpos orbiculatus Moench – śnieguliczka koralowa
- Symphoricarpos oreophilus A.Gray
- Symphoricarpos palmeri G.N.Jones
- Symphoricarpos parishii Rydb.
- Symphoricarpos rotundifolius A.Gray
- Symphoricarpos sinensis Rehder